# クロルプロマジン換算
クロルプロマジン換算（クロルプロマジンかんさん、略記:CP換算）は、主に抗精神病薬といわれる一群の薬について、その薬理作用を大まかに比較するために用いる換算方法である。換算の基準は、最初の抗精神病薬であるクロルプロマジンであり、他の薬の量を、クロルプロマジン何ミリグラム相当のように算出する方法である。

## 概要
クロルプロマジンへの換算で、現在どれくらいの抗精神病薬が用いられているかの目安となる。薬剤を抗精神病薬間で変更する際や、離脱症状に注意して減量する際の減量幅の目安となる。薬剤の様々な作用特徴や代謝経路、個人の体質による代謝のされ方は全く同一ではないので、あくまで目安である。
国立精神・神経医療研究センターの「抗精神病薬の多剤大量処方の安全で効果的な是正に関する臨床研究」によって、薬剤の減量法を試験し、2013年にSCAP法という手法が開発され、そこでCP換算値が推定されている。
クロルプロマジン100 mgと等価になる薬の量が〇 mg、という一覧表が用意されている。例えば薬Aを投与されていた患者が副作用などの理由で薬Bに切り替えるときの投与量を算出する、という場合にも使用される。薬A、薬Bの等価用量がそれぞれ2.5mg、4 mgのとき、薬Aを10 mg用いていた場合はCP換算値で 400 mgに相当するため、薬Bは16 mg用いることになる。
統合失調症に対する抗精神病薬の適正量は、クロルプロマジンに換算して600mg前後であり、1,000mg以上の多剤大量処方の是正を目標にしている。